# Stanislas Dadu
Stanislas Dadu, né à Maillé (Vienne) le 7 mai 1885, décédé le 18 juin 1971 à Donville-les-Bains (Manche), est un homme politique français, membre du Mouvement républicain populaire (MRP).
Il est élu conseiller de la République, représentant la Manche, le 8 décembre 1946. Il siège jusqu'en 1948.
Il est directeur des services agricoles de la Manche.